# So (kana)
So (romanização do hiragana そ ou katakana ソ) é um dos kana japoneses que representam um mora. No sistema moderno da ordem alfabética japonesa (Gojūon), ele ocupa a 14.ª posição do alfabeto, entre Se e Ta.
O caractere pode ser combinado a um dakuten, para formar o ぞ em hiragana, ゾ em katakana e zo em romaji.
| Forma                        | Romaji          | Hiragana                   | Katakana                   |
| ---------------------------- | --------------- | -------------------------- | -------------------------- |
| s- (さ行 sa-gyō)             | so              | そ                         | ソ                         |
| s- (さ行 sa-gyō)             | sou soo sō, soh | そう, そぅ そお, そぉ そー | ソウ, ソゥ ソオ, ソォ ソー |
| Com dakuten z- (ざ行 za-gyō) | zo              | ぞ                         | ゾ                         |
| Com dakuten z- (ざ行 za-gyō) | zou zoo zō, zoh | ぞう, ぞぅ ぞお, ぞぉ ぞー | ゾウ, ゾゥ ゾオ, ゾォ ゾー |

## Formas alternativas
No Braile japonês, そ ou ソ são representados como:
| － | ● |
| ●  | ● |
| － | ● |

O Código Morse para そ ou ソ é: －－－・

## Traços

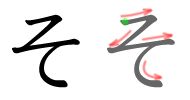
Seqüência de traços para escrita do そ

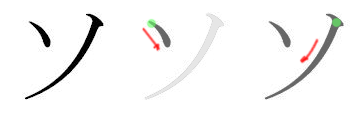
Seqüência de traços para escrita do ソ